# 粒子束
粒子束是指帶電粒子流或中性粒子流，在许多情况下它們以接近光速的速度运动。带电粒子束和中性粒子束的产生和控制是有区别的，因为只有带电粒子束能够被基于电磁学的设备控制。